# Mausoleo de la lucha y el martirio
El Mausoleo de la Lucha y el Martirio (en polaco: Mauzoleum Walki i Męczeństwa) es un museo en Varsovia, Polonia. Es una rama del Museo de la independencia. El museo se ubica en un edificio que tomaron las fuerzas policiales nazis y se ha mantenido para mostrar las condiciones en las que los patriotas polacos y los combatientes de la resistencia fueron encarcelados por la Alemania nazi durante la Segunda Guerra Mundial.
El museo está ubicado en la avenida Szucha, en el edificio el Ministerio de Educación Nacional (antes Ministerio de Creencias Religiosas y Educación Pública).

## Historia
Después del estallido de la Segunda Guerra Mundial, los nazis tomaron el edificio y lo convirtieron en la sede de las fuerzas policiales Sicherheitspolizei y Sicherheitsdienst. Toda la calle estaba cerrada a los polacos. En el sótano del edificio, los nazis instalaron prisiones. Los presos que se encontraban allí solían ser recién capturados o trasladados desde la prisión de Pawiak. Los prisioneros eran sometidos a interrogatorios brutales, durante los cuales fueron torturados y golpeados severamente. La tortura no fue una excepción para ningún preso, e incluso las mujeres embarazadas fueron golpeadas y torturadas.  Los presos polacos a menudo inscribían algunas frases sobre los malos tratos en las paredes de la prisión. Muchas de estas inscripciones eran también personales, patrióticas o religiosas. En la década de 1960 se realizaron investigaciones y se conservaron más de 1000 textos. El más famoso de ellos es el siguiente:
Muchos de los prisioneros fueron asesinados durante los interrogatorios o murieron como resultado de sus heridas. Durante el Levantamiento de Varsovia, los alemanes ejecutaron en masa a miles de polacos en los alrededores. Posteriormente, sus cadáveres fueron quemados en edificios vecinos. El alcance de estos asesinatos fue tremendo, las cenizas humanas encontradas en el sótano después de la guerra pesaban 5578 kilos.

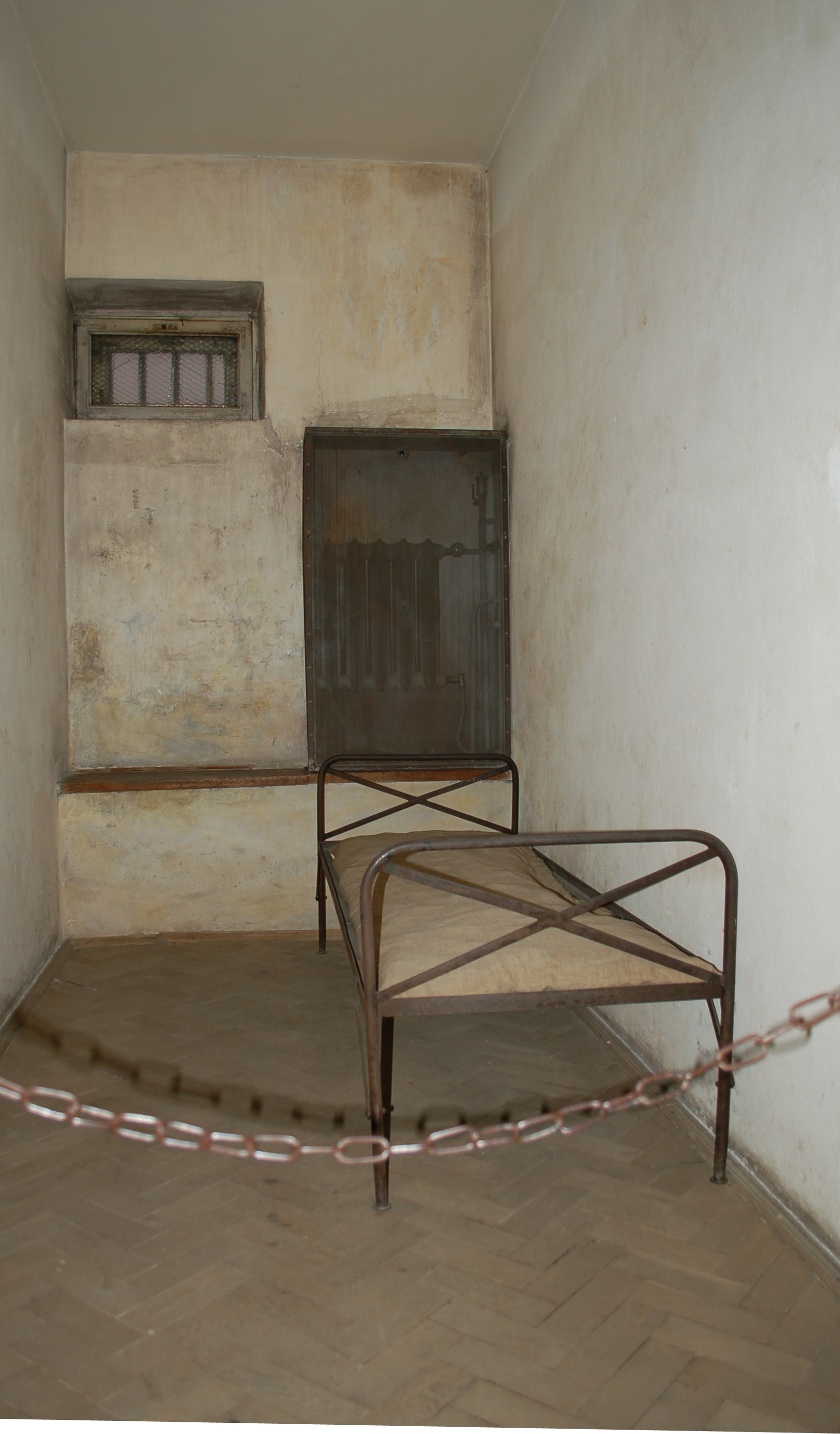
Interior del museo.

Después de la guerra, la gente de Varsovia trató el lugar como un cementerio, a menudo llevando flores y encendiendo velas. En julio de 1946, el gobierno polaco decidió designar el lugar como lugar de martirio, testimonio del sufrimiento y el heroísmo de los polacos. Se decidió que las cárceles permanecerían intactas y convertidas en museo. Fue inaugurado el 18 de abril de 1952. Los pasillos, cuatro celdas grupales y diez celdas solitarias se conservaron en su estado original. De acuerdo con los testimonios de los presos, se recreó una habitación de un oficial de la Gestapo. Varias toneladas de cenizas humanas fueron reubicadas en el Cementerio de Insurgentes de Varsovia.
Los visitantes del museo deben tener al menos 14 años.